# Український народний союз
Український Народний Союз (УНС) (англ. Ukrainian National Association, UNA), до 1914: Руський Народний Союз (РНС) (англ. Ruthenian National Union, RNU) — найстарша й найбільша братсько-забезпеченева організація США з поширенням діяльності й на Канаду.

## Заснування

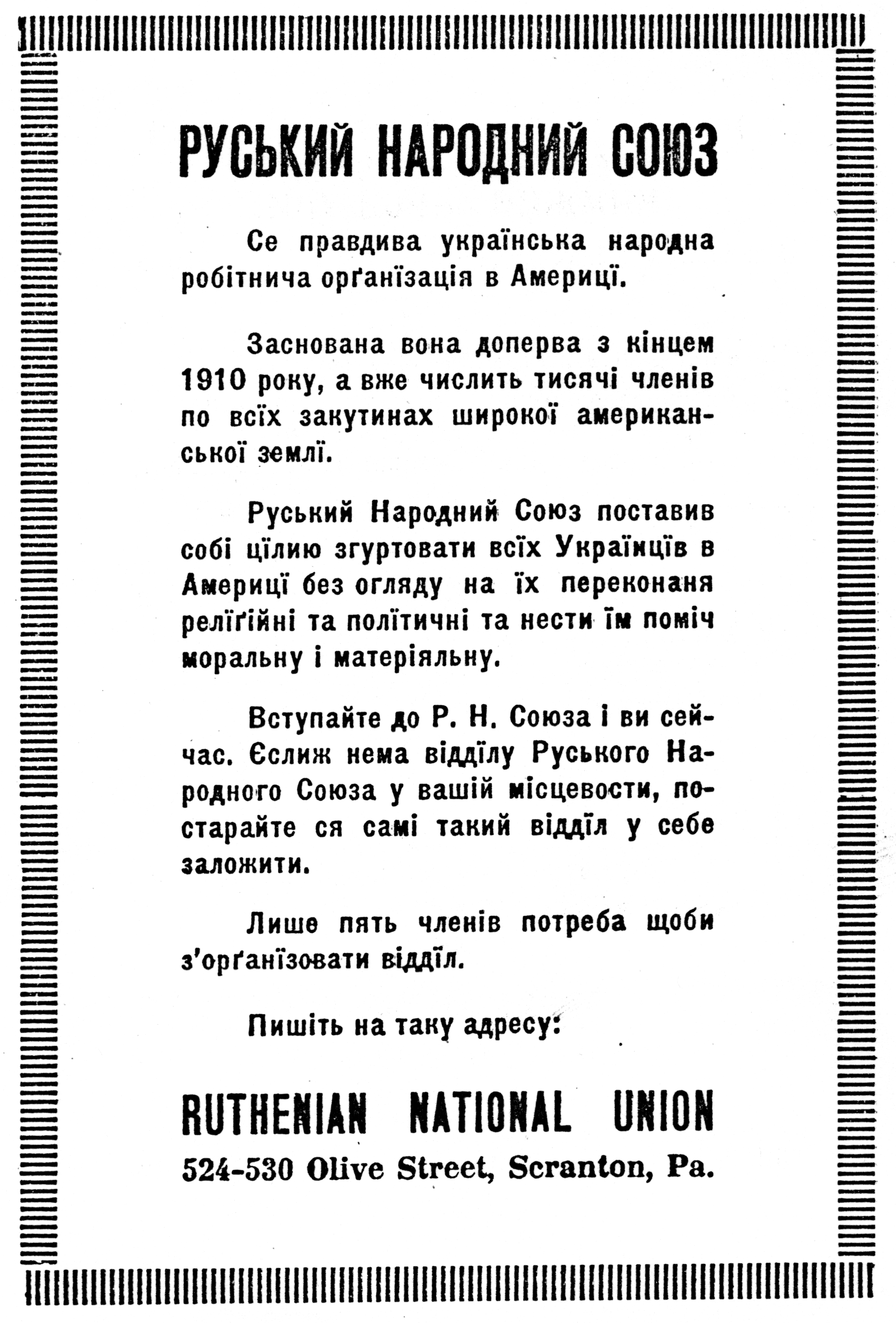
Реклама для членства Руського Народного Союзу

Руський Народний Союз заснований у містечку Шамокін, Пенсільванія, 22 лютого 1894 року з кількох місцевих братств, які залишили «Соединеніе греко-католицких русских братств», не погоджуючися з його консервативними і проугорськими та москвофільськими позиціями. Завданням РНС — «дбати про згуртування, освіту й допомогу українцям в Америці, зокрема ж про їх життєве забезпечення». Ініціативу до заснування РНС висунув отець Григорій Грушка в порозумінні з деякими іншими українськими католицькими священиками у видаваній ним з 1893 року «Свободі», що пізніше стала органом РНС. Спочатку осідком РНС було місто Джерсі-Сіті, де містилися у власному 14-поверховому будинку його канцелярія та видавництво «Свобода».
Після того, як єпископ Сотер (Ортинський) робив заходи перетворити РНС на організацію винятково для греко-католиків, у 1910 році частина відділів РНС утворила «новий союз», згодом Український Робітничий Союз (з 1978 Український Братський Союз), а інші відділи оформилися як Союз Руських Греко-Католицьких Церковних Братств «Християнська Любов», з 1912 — Союз Українців-Католиків «Провидіння». У 1914 році постала ще Українська Народна Поміч, що гуртувала головно православних українців.
Руський Народний Союз пізніше змінив свою назву на Український Народний Союз (УНС) з метою відстоювання специфічно української етнокультурної ідентичності.

## Структура УНС

Перша шпальта газети «Свобода» до сорокаріччя УНС

Керівними органами УНС є конвенції, які збираються що 4 роки (до 1978 відбулося 29); головний уряд у складі 28 осіб, до якого входить головний екзекутивний комітет (7 осіб), головна рада (14) і головна контрольна комісія (5). Поміж конвенціями УНС керує головний уряд, який відбуває щорічні засідання.
До екзекутивного комітету УНС належать: голова, його заступники, директор для справ Канади, секретар, касир й організатор.
Головами були: Т. Толпаш (1894 — 95), І. Ґлова (1895 — 98), Ю. Хиляк (1898 — 1900), о. А. Бончевський (1900 — 02), о. М. Стефанович (1902 — 04), К. Кирчів (1904—08 і 1917 — 20), Д. Капітула (1908 — 17), С. Ядловський (1920 — 25), Т. Грицей (1925 — 29), М. Мурашко (1929 — 49), Д. Галичин (1950 — 61), Й. Лисогір (1961 — 78). Секретарі: оо. І. Констанкевич (1894 — 95), Н. Дмитрів (1895), М. Стефанович (1896 — 97), А. Бончевський (1898 — 1900), пізніше довголітні секретарі Д. Галичин (1933 — 50), Я. Падох (1958 — 74). До екзекутивного комітету, обраного на 29 конвенції УНС, входять: І. Флис — гол., М. Куропась і М. Душник — заступники, П. Юзик — директор для справ Канади, В. Сохан — секретар, У. Дячук — касир і В. Оріховський — організатор. До видатних діячів і урядовців УНС належав Роман Слободян, що обіймав понад півстоліття керівні пости, у тому числі головного касира (1933 — 66).

## Членство
Членство УНС на місцях згуртоване у відділах (колись братських), яких 1980 року було 454 (388 у 220 місцевостях США і 66 у 35 місцевостях Канади). Організаційним ядром УНС було Братство св. Кирила і Методія в Шамокіні; до нього приєдналося 12 ін. братств (Шенандоа, Оліфант, Гейзлтон й інші), між ними найстарша українська організація в Америці — Братство св. Миколая в Шенандоа, засноване 18 січня 1885 року о. І. Волянським. Пізніше до УНС увійшли відділи (братства) інших штатів; з 1901 УНС поширено на Канаду, де 1906 постав перший відділ у Торонто. Відділи мають свою самоуправу і гуртуються в окружних комітетах УНС, яких 32 (з них 4 у Канаді).
Чисельність членів УНС коливалося залежно від кон'юнктури і припливу емігрантів до Америки, від внутрішніх відносин в організаційному житті еміграції та від системи забезпечення. 1894 року УНС мав 439 членів і 220 дол. майна, 1904-го — 9 000 членів і 46 000 майна. Зміна системи вкладок у 1910-их pp. на базі теоретично опрацьованої «табелі смертности» (прийнятої в інших подібних організаціях) призвела до кризи в УНС і до зменшення чисельності у 1914 — 17 pp. з 25 300 до 11 900. Між двома світовими війнами число членів знову зросло, так що 1946 УНС мав 46 000 членів і 8 500 000 дол. майна. Завдяки новоприбулій еміграції воно майже подвоїлося (1971 понад 88 000 чл.). 1980 членство становить 84 000, а майно понад 45,5 млн дол. Молодша генерація вважає систему забезпечення в УНС, порівняно з модерними американськими асекураційними компаніями, менш атрактивною.

## Діяльність
Фінансову силу і обсяг діяльності УНС характеризують його щорічні бюджети. На 1981 бюджет передбачав 7 421 000 прибутків і 6 404 000 видатків. На прибутки складаються членські вкладки та відсотки від інвестицій. З видатків 33 % припадає на виплати для чл. (посмертне, дозрілі і виплатні грамоти), дивіденди (9 %), орг. видатки (8 %), видавництво (7,8 %), дотації на культурні, харитативні й ін. цілі (менш як 2 %).
Помітну ролю у розвитку УНС та пов'язанні його з розбудовою всього українське громадське життя в США відіграв орган УНС «Свобода», а дехто з його редакторів мав великий вплив на формування ідеології американських українців (о. Г. Грушка, о. Н. Дмитрів, Л. Мишуга). З 1932 УНС видає тижневик «Ukrainian Weekly», а з 1953 дитячий місячник «Веселка», щорічні альманахи-календарі (до 1982 — 72) й ін. Крім вид. українською мовою, заходами і коштом УНС видано два десятки праць англійською мовою — Ю. Вернадського, К. А. Меннінґа, В. Г. Чемберлена, П. Конді й ін., а в 1941 однотомник «Історію України» М. Грушевського в обробці й перекладі О. Й. Фредерексена (у видавництві Єйльського Університету). Великим досягненням УНС було вид. у 2 тт. «Енциклопедії Українознавства» (вид. НТШ, гол. ред. В. Кубійович) п. н. «Ukraine: a Concise Encyclopedia», здійсненого видавництвом Торонтського Університету (1963 — 71).

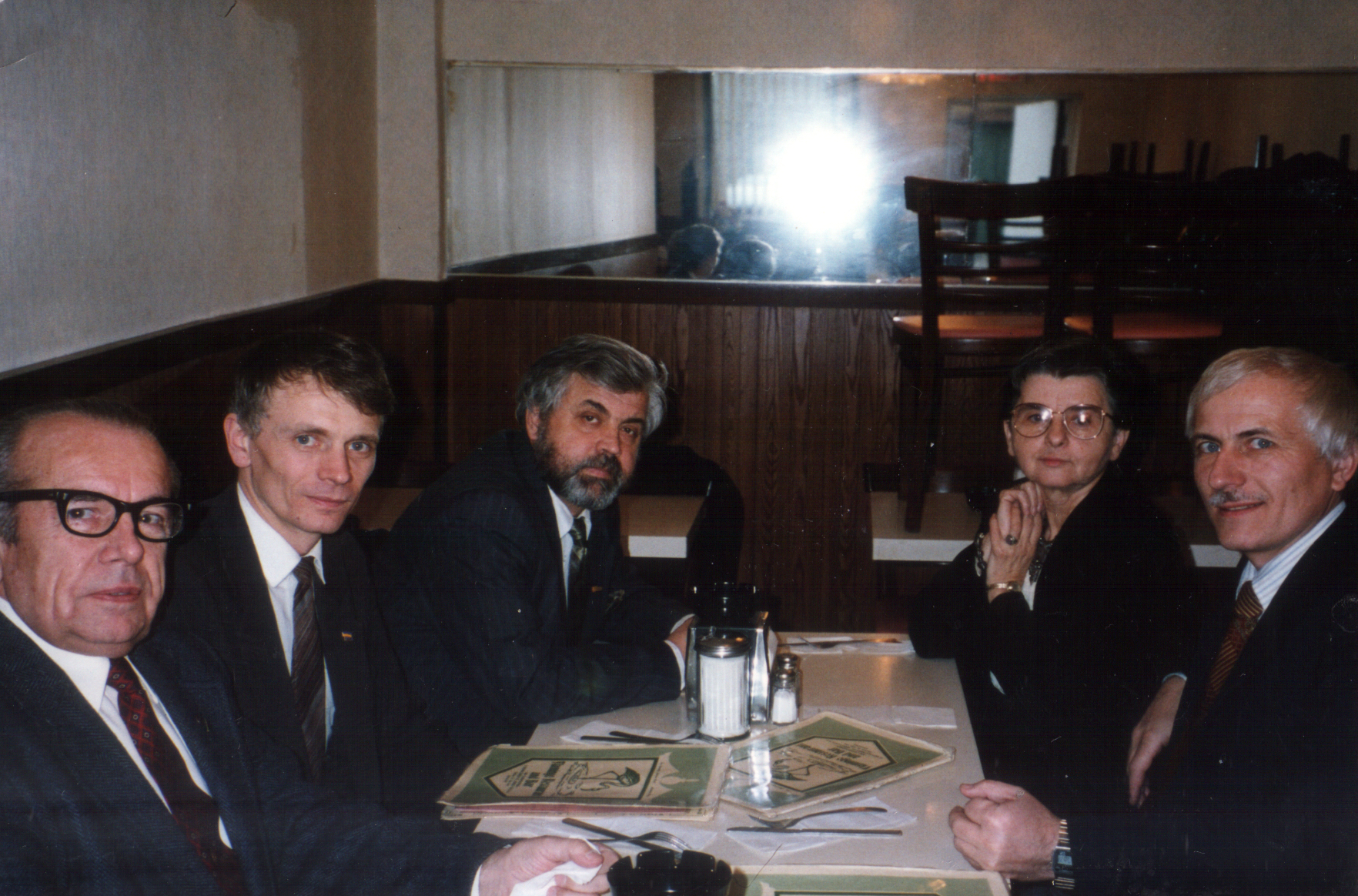
Зустріч керівництва УНСоюзу з громадсько-політичними діячами з України. Праворуч: Білецький Володимир, Дячук Уляна (УНСоюз), далі — Лесь Танюк, Ілля Шутов, Володимир Сохан (УНСоюз), 1995 рік.

Культурно-освітню і виховну діяльність УНС веде на своїй оселі-ресорті в Кетскильських горах б. м-ка Кергонксон у північній частині штату Нью-Йорк. Тут відбуваються виховні українознавчі курси для дітей, спортові змагання, різні з'їзди та товарисько-розвагові імпрези, гол. влітку. На оселі, що має назву «Союзівка», споруджено три пам'ятники-бюсти: Шевченкові (у виконанні О. Архипенка), І. Мазепі (С. Литвиненка) і Лесі Українці (М. Черешньовського). Культ.-осв. діяльність провадить культ. комісія УНС (з 1956), створена замість кол. Просвітньої комісії (1912 — 17). Щороку УНС надає укр. студентам стипендії (1981 року — 45 000 дол.).
Будучи апартійною організацією, УНС віддзеркалює головний напрям суспільно-політичної думки українців у США: принципові самостійницькі позиції, демократизм, оборона амер. нац. інтересів. УНС був ініціатором усіх гол. акцій і заходів амер. українців, зокрема творення центр. репрезентаційних установ та об'єднань: Американська Українська Народна Рада (1914), Український Сойм в Америці (жовтень 1915), на якому створено Федерація Українців у Злучених Державах (1915-1922), Український Альянс Америки (1916-1918), Український Народний Комітет (1918-22), Об'єднання Українських Організацій Америки (1922-1939), схвалення конгресом США і проголошення през. В. Вілсоном «Укр. Дня» 21. 4. 1917 зі збіркою на допомогу населенню України. За pp. визвольних змагань УНС організував допомогу урядам Центр. Ради і ЗУНР, згодом влаштовувано різні збірки на фонд оборони, допомоги голодуючим, інвалідам, «Рідній Школі» тощо. 
Український Народний Союз був одним з ініціаторів Українського Конгресового Комітету Америки (УККА) разом з Союзом Українців Католиків «Провидіння» в Америці, Українським Робітничим Союзом, та Української Народної Помочі. По другій світовій війні УНС сприяв акції допомоги укр. політ. еміграції в Західній Європі і був співзасновником Злученого Українсько-Американський Допомогового Комітету (ЗУАДК /ЗУДАК). 1956 ініціював перші заходи і схвалення на пропозицію сен. Джевітса постанови Конгресу США щодо побудови пам'ятника Шевченкові у Вашингтоні. УНС та його публікації сприяли збірці фондів на катедру українських студій при Гарвардському Університеті.
Як найбільша українська організація в США УНС відіграв провідну роль у діяльності УККА; гол. УНС був довгі роки екзекутивним заступником президента УККА. У жовтні 1980, УНС та 25 центральних крайових організацій залишили XIII-ий конґрес УККА у Філадельфії і створили власні структури: на початку 1981 Комітет для відновлення правопорядку в УККА, а потім Українсько-Американська Координаційна Рада (УАКРада). УНС не брав участь в керівних органах УККА до 2004 року, коли делегати УНС повернулися до складу Дев'ятнадцятого Конґресу Українців Америки (знову у Філадельфії). Організації такі як УНС, Організація Українсько-Американських Ветеранів, Українське Лікарське Товариство Північної Америки та Організація Державного Відродження України, які у 1980 відійшли з УККА, сьогодні грають активну роллю як членські організації Крайової Ради УККА. Ще інші, як Український Братський Союз, злилися з членськими організаціями УККА. 
УНС є членом (а його представники беруть участь у керівництві) Конгресу Братського Союзу Америки, який 1980 р. репрезентував 110 братсько-обезпеченевих союзів з понад 10,5 млн учасників.